# Tiroxina 5'-deiodinasi
La tiroxina 5'-deiodinasi è un enzima appartenente alla classe delle ossidoreduttasi, che catalizza la seguente reazione:
3,5,3′-triiodo-L-tironina + ioduro + A + H+ ⇄ L-tiroxina + AH2
L'attività dell'enzima è stata dimostrata solo in direzione della 5′-deiodinazione, che rende l'ormone della tiroide più attivo. L'enzima può essere di tipo I e di tipo II, entrambi contenenti selenocisteina, ma con differenti cinetiche. Per l'enzima di tipo I la prima reazione è la deiodinazione riduttiva, che converte il gruppo -Se-H dell'enzima in un gruppo -Se-I; il riducente poi lo riconverte in Se-H, liberando ioduro.